# Trichromie
La trichromie est un procédé permettant de reproduire un très grand nombre de couleurs à partir de trois couleurs primaires. Les premières expériences ont été faites par le physicien James Clerk Maxwell et le photographe Thomas Sutton en 1861, grâce aux connaissances élaborées par Thomas Young en 1802. Mais l'invention et la mise au point de la photographie en couleurs reviennent  simultanément à Charles Cros et Louis Ducos du Hauron en 1869. La trichromie est encore aujourd'hui le procédé utilisé  pour la photographie, le cinéma, la télévision en couleur et les écrans d'ordinateur ou de portable.

## Principes
La théorie colorimétrique utilise les propriétés physiologiques de la vision humaine, et sa perception des couleurs. L'homme est une espèce trichromate ; son œil possède trois sortes de cônes, chaque type de cône ayant une sensibilité différente aux différentes longueurs d'onde qui composent le spectre de la lumière visible. De ce fait, l'infinité de spectres lumineux possibles peuvent, du point de vue de la vision humaine, se résumer à la réaction des trois types de cônes. De nombreuses lumières physiquement différentes sont perçues identiquement.
La trichromie est un procédé de synthèse des couleurs. On choisit trois couleurs qui doivent être primaires entre elles, c'est-à-dire qu'on ne peut obtenir la sensation donnée par une de ces lumières par un mélange des deux autres. Ces couleurs peuvent être monochromatiques ou non. Elles seront les seules primaires du système. Le mélange de ces trois couleurs dans toutes les proportions possibles produit un ensemble de couleurs appelé gamut.
Aucun gamut ne peut couvrir l'ensemble des couleurs visibles ; il faut choisir les primaires de telle sorte que les couleurs les plus importantes puissent être représentées.
En synthèse additive chacune des trois couleurs primaires peut être perçue comme identique (métamère) à celle produite par le mélange d'une lumière définie comme blanche à une lumière monochromatique dont la longueur d'onde dans le vide est dite longueur d'onde dominante. Le rapport entre la luminance de la lumière monochromatique et celle du mélange est la pureté colorimétrique.
Le mélange des couleurs primaires qui permet d'obtenir une couleur quelconque du gamut est donc métamère du mélange des trois lumières monochromatiques correspondant aux longueurs d'onde dominantes des trois primaires, auxquelles se mélange la lumière blanche qui complète la formule des primaires. Par suite, aucune couleur du gamut ne peut contenir moins de blanc que les primaires.

La pureté colorimétrique de toutes les couleurs du gamut est nécessairement inférieure à celle des primaires.
Les couleurs situées, dans le diagramme de chromaticité, hors du triangle des primaires, sont inaccessibles.
Ces trois couleurs primaires en synthèse additive (mélange de lumières) sont en général un bleu outremer, un vert et un rouge vermillon.
Pour la synthèse soustractive (mélange de matières) on prend les couleurs complémentaires qui sont en général un bleu cyan complémentaire du rouge vermillon, un jaune complémentaire du bleu outremer et un rouge magenta complémentaire du vert. Le procédé est inversé puisqu'on enlève de la lumière au lieu d'en rajouter.
La trichromie est le système le plus économique qui permet la synthèse et la reproduction satisfaisantes des couleurs, avec un choix de primaires approprié. Cela n'interdit pas d'introduire des teintes supplémentaires. Ainsi, pour une imprimante, une quatrième encre, noire, donnera des noirs de meilleure qualité (et moins onéreux !) que la superposition de ses trois couleurs primaires en synthèse soustractive. On parle en ce cas de tétrachromie ou de quadrichromie. Des encres supplémentaires sont parfois ajoutées pour obtenir un meilleur rendu des teintes pastel.
La technique utilisée pour la synthèse des couleurs dicte le choix des primaires.